# José Gutiérrez Ortega
José Gutiérrez Ortega (Jabalquinto, 1914-Ciudad Real, 1969) fue un periodista y político español.

## Biografía
Miembro de las Juntas de Ofensiva Nacional-Sindicalista (JONS) —en las cuales llegaría a formar parte de su Consejo nacional—, con posterioridad se pasó a las filas de Falange. Realizó estudios de derecho y filosofía y letras en la Universidad de Granada. En aquella ciudad dirigió el semanario falangista Patria, encontrándose entre sus fundadores.
Tras la Guerra civil, en noviembre de 1942 fue nombrado jefe provincial de FET y de las JONS en Ciudad Real. A su llegada llevó a cabo una importante reorganización administrativa la Falange provincial, intentando insuflar nuevas energías a la decaída organización. No obstante, también mantuvo numerosos enfrentamientos y conflictos con el gobernador civil de la provincia, José María Frontera de Haro. En 1944 sería sustituido por Jacobo Roldán Losada, quien reuniría en su persona los cargos de gobernador y jefe provincial de FET y de las JONS. En 1943 fundó el diario Lanza, del cual ejercería como director hasta su fallecimiento en 1969.
Durante algún tiempo llegó a ocupar la vicepresidencia de la Diputación provincial de Ciudad Real, así como otros cargos. Ejercería también como presidente de la Asociación de la Prensa de Ciudad Real y director de la Hoja del Lunes de dicha ciudad. Falleció en Ciudad Real el 30 de noviembre de 1969.